# Orca dos Juncais
L'Orca dos Juncais ou Anta de Queiriga est un dolmen situé dans la freguesia de Queiriga, sur le territoire de la municipalité de Vila Nova de Paiva (district de Viseu, Portugal),. 
Le mot anta est l'équivalent portugais d'« ante » (pilier terminal d'un temple grec ou romain), mais il est aussi employé pour désigner les pierres d'un dolmen ou le dolmen lui-même. Environ 5 000 structures mégalithiques de ce type ont été construites au Néolithique dans l'ouest de la péninsule Ibérique par les successeurs de la culture de la céramique cardiale ou Cardial.
Il est classé monument national depuis 1910 .

## Description
Ce monument mégalithique a été construit entre la fin du VIe millénaire av. J.-C. et le début du Ve millénaire av. J.-C..
Ce dolmen, avec une chambre polygonale est composé de neuf orthostates et d'une dalle de recouvrement. Son long couloir d'accès d'environ 7,40 m, est composé de huit piliers au nord et, probablement, de huit autres au sud. Six des neuf piliers de la chambre et un pilier du couloir sont ornés de peintures. La plus particulière étant la célèbre « scène de chasse », unique dans un contexte funéraire préhistorique, qui met en scène divers animaux et deux chasseurs équipés d'arcs et de flèches munis d'une pointe transversale (microlithe géométrique).
Il est entouré d'un tumulus de forme ovale (20 × 30 m) dont l'axe principal suit une orientation est-ouest.

## Galerie

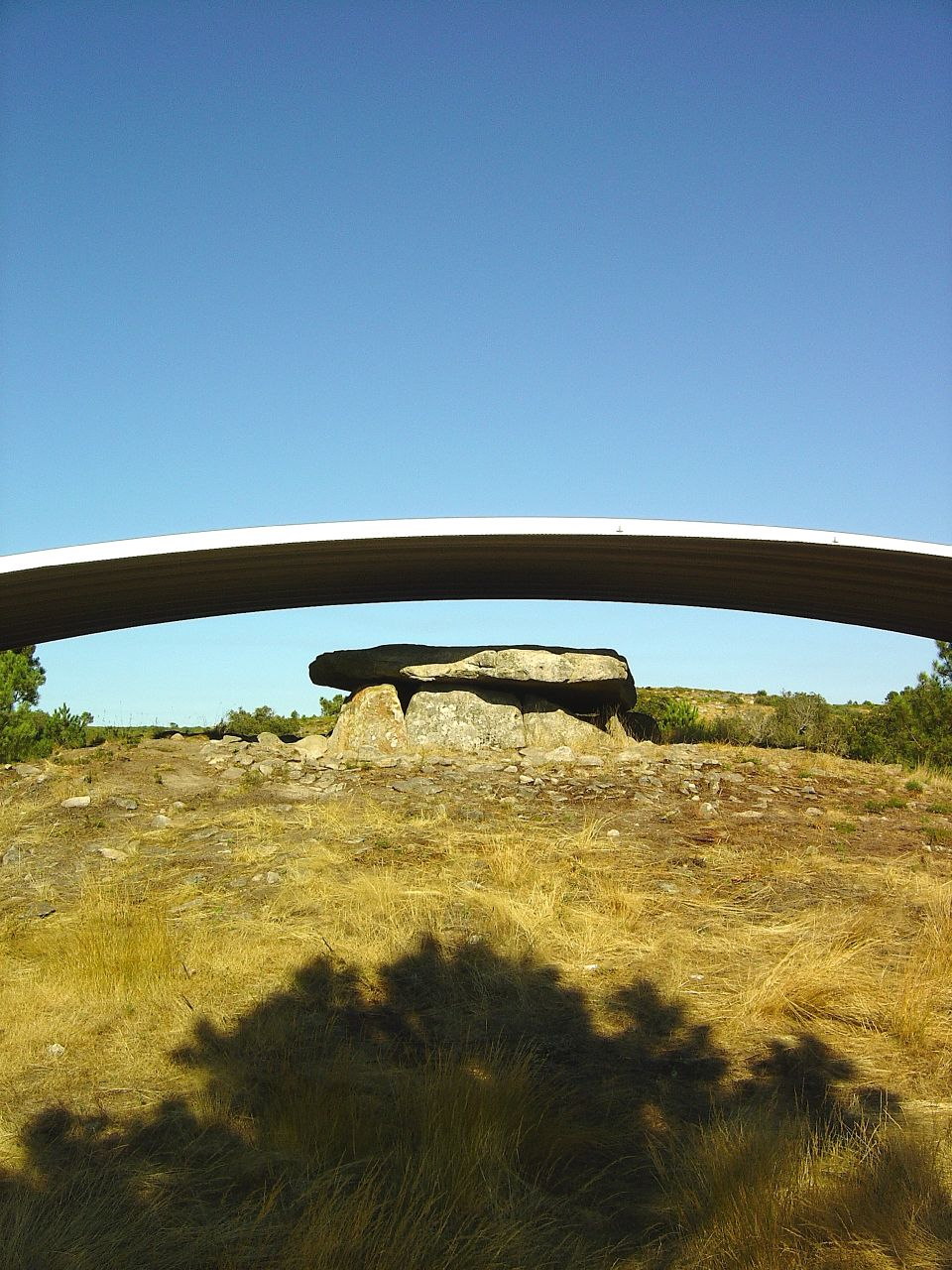
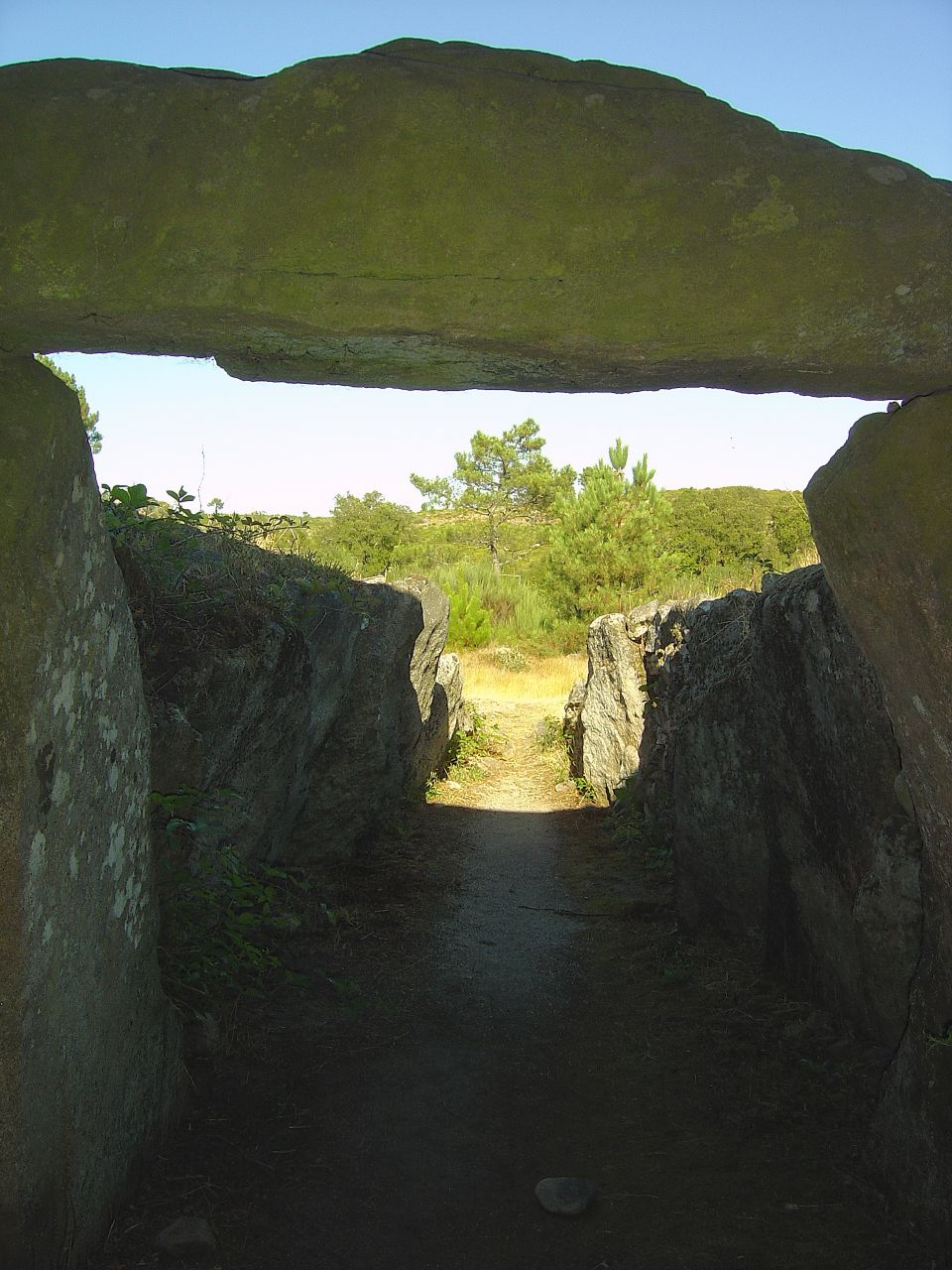